# Альберт I (граф Намюра)
Альбе́рт I (фр. Albert I de Namur; умер немного ранее 1011) — граф Ломма, затем Намюра с 974 или 981 года, сын Роберта I, графа Намюра, представитель Намюрского дома.

## Биография

### Правление
В 973 году Альберт I выступил на стороне сыновей графа Эно Ренье III, Ренье IV и Ламберта I, которые пытались вернуть графство Эно, отнятое у их отца императором Оттоном I за поднятое против него восстание. Оттон I передал графство Эно Рено де Монсу. Вместе со своим племянником Гарнье де Валансьеном, Рено был убит, а Ренье IV на некоторое время захватил Эно.
Последний раз отец Альберта упоминается в 974 году. В 981 году графом Намюра назван уже его сын Альберт I.
В 990 году он женился на Аделаиде (Ирменгарде), дочери герцога Нижней Лотарингии Карла I. В 992 году Альберт получил титул графа Невера, до этого он носил титул графа Ломма (Ломмгау). Впоследствии Альберт примирился императором Оттоном II, сыном Оттона I, и ему была поручена защита аббатства Брон в 998 году. Альберт умер незадолго до 1011 года. Ему наследовал бездетный старший сын Роберт II, преемником которого был его брат Альберт II.

### Брак и дети
Жена: Аделаида (970/975 — 1019), дочь герцога Нижней Лотарингии Карла I. Детьми от этого брака были:
- Роберт II (умер в 1018 или 1031 году) — граф Намюра с 1011 года
- Альберт II (умер в 1063 году) — граф Намюра с 1018/1031 года
- Гедвига (1005/1010—28 января 1080); муж: герцог Лотарингии Герхард I (ок. 1030—11 августа 1070)
- Лиутгарда; супруга одного из графов Лоона, Оттона I (умер ранее 1016 года) или Гислаберта (умер в 1044 или 1046 году)
- Года/Ода
- Ирменгарда[3].